# Pinscher miniatura
Pinscher miniatura[Nota] (em alemão:  Zwergpinscher) é uma raça canina de pequeno porte do grupo pinscher e é oriunda da Alemanha. Possui duas variedades de cores (preto-e-castanho, e, vermelho-corça), ambas sem marcas brancas.

## Origem
O primeiro registro feito a respeito de raças deste tipo data de 1836, quando foram descritas como o resultado dos cruzamentos entre dachshunds e Galguinho italiano. Todavia, outra teoria também aceita, é que estes caninos seriam fruto de cruzamentos seletivos do pinscher alemão (uma raça bem maior que a pinscher miniatura) ou do Manchester terrier, tendo então parentesco com os terriers britânicos. Outra teoria não descarta uma possível relação com o grupo schnauzer. A raça pinscher miniatura também possui alguns traços físicos em comum com outra raça alemã, além do pinscher alemão, a jagdterrier.

## Características
O pinscher miniatura pertence ao mesmo grupo do dobermann e outras raças caninas alemãs, e é considerada a "menor raça de guarda".
Reconhecidamente é um canino que requer cuidados práticos, seu tamanho o torna ideal para se adaptar bem em diversos ambientes, além de ser bem visto como companhia em lares cujos donos não possam cuidar de vastas pelagens.
São descritos como cães leais, valentes, persistentes, inteligentes, obedientes e curiosos. Podem desenvolver agressão, possessividade e dominância devido a falta de adestramento e de tratamento adequado.
Sua pelagem é curta e pode vir em apenas duas variedades de cor, a mais comum é a preta com marcas castanhas chamada preto-e-castanho, e a segunda é totalmente castanha (chamada "vermelho-corça") sem nenhuma marca. Marcas brancas não são aceitas. Suas orelhas são mais comumente eretas, mas podem ser dobradas para a frente.
Tradicionalmente, o corte de cauda e orelhas eram amplamente adotados, mas hoje  muitos países como o Brasil, proibem, e por isto a prática perdeu muitos adeptos principalmente entre os criadores profissionais.
A raça possui apenas um porte ou tamanho, em que sua altura varia de 25 a 30 centímetros na cernelha, de acordo com o padrão oficial da raça.

## Galeria

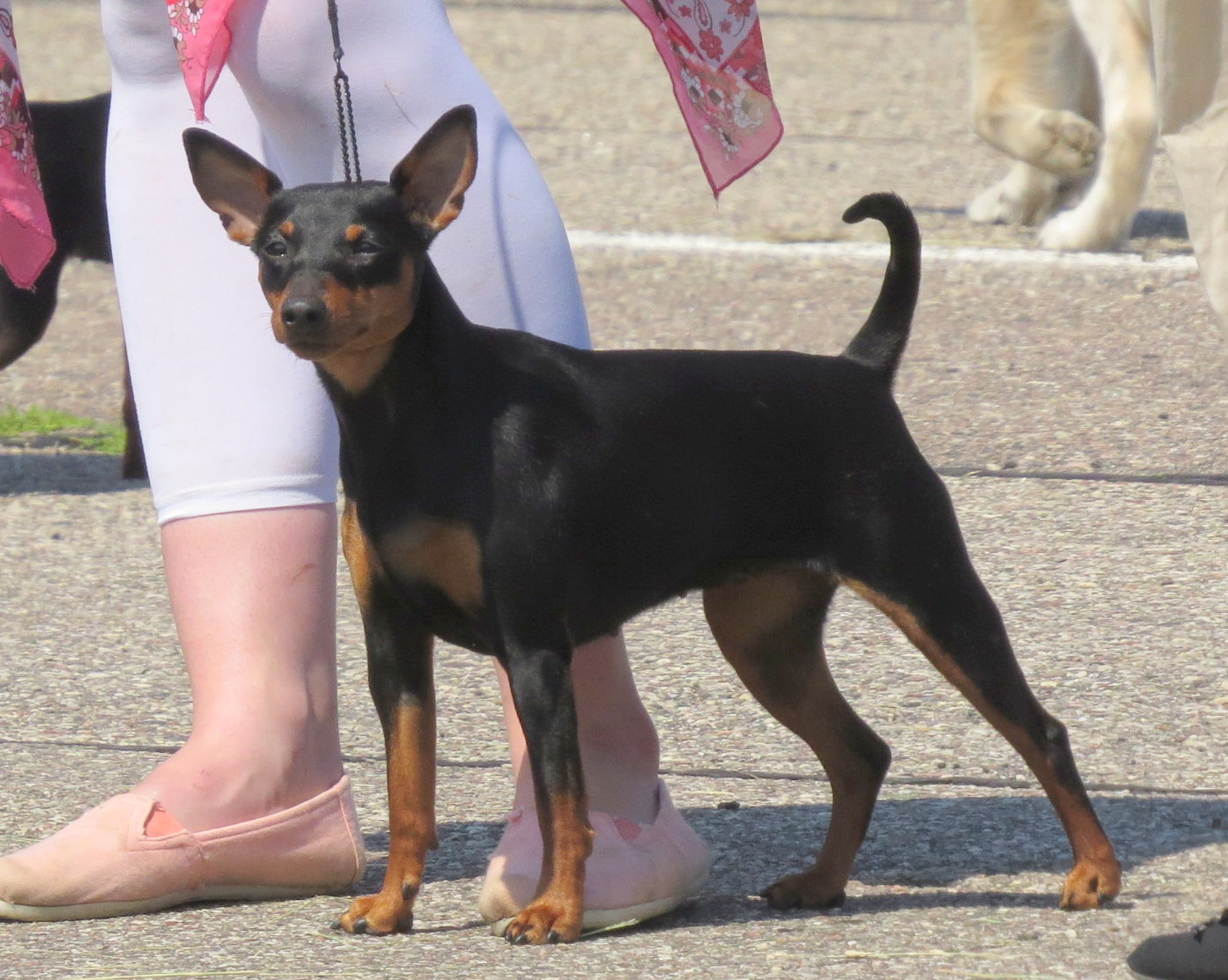
Pinscher miniatura preto-e-castanho
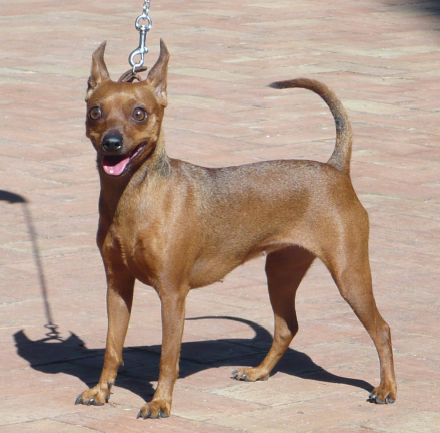
Pinscher miniatura castanho
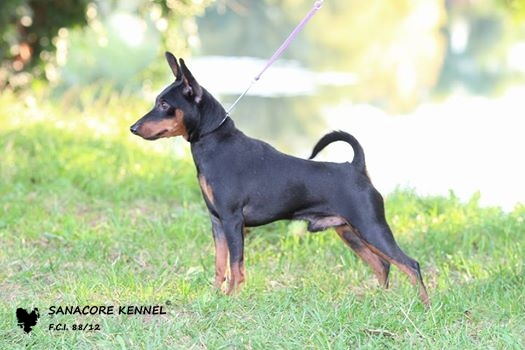
Pinscher miniatura preto-e-castanho
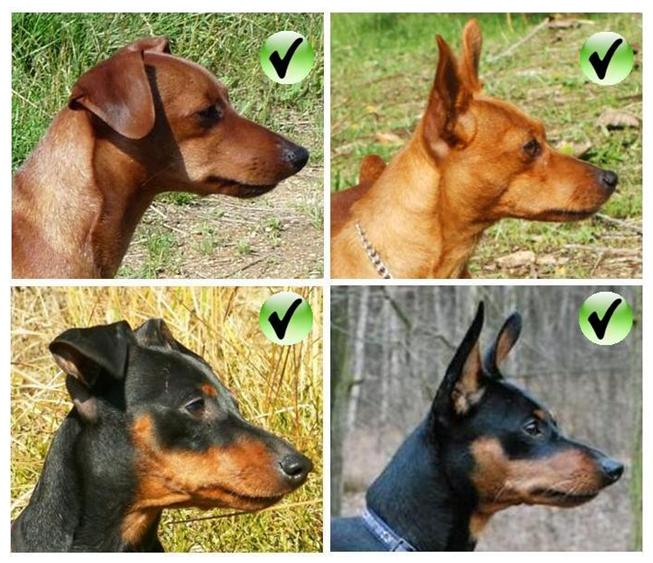
Orelhas do pinscher miniatura
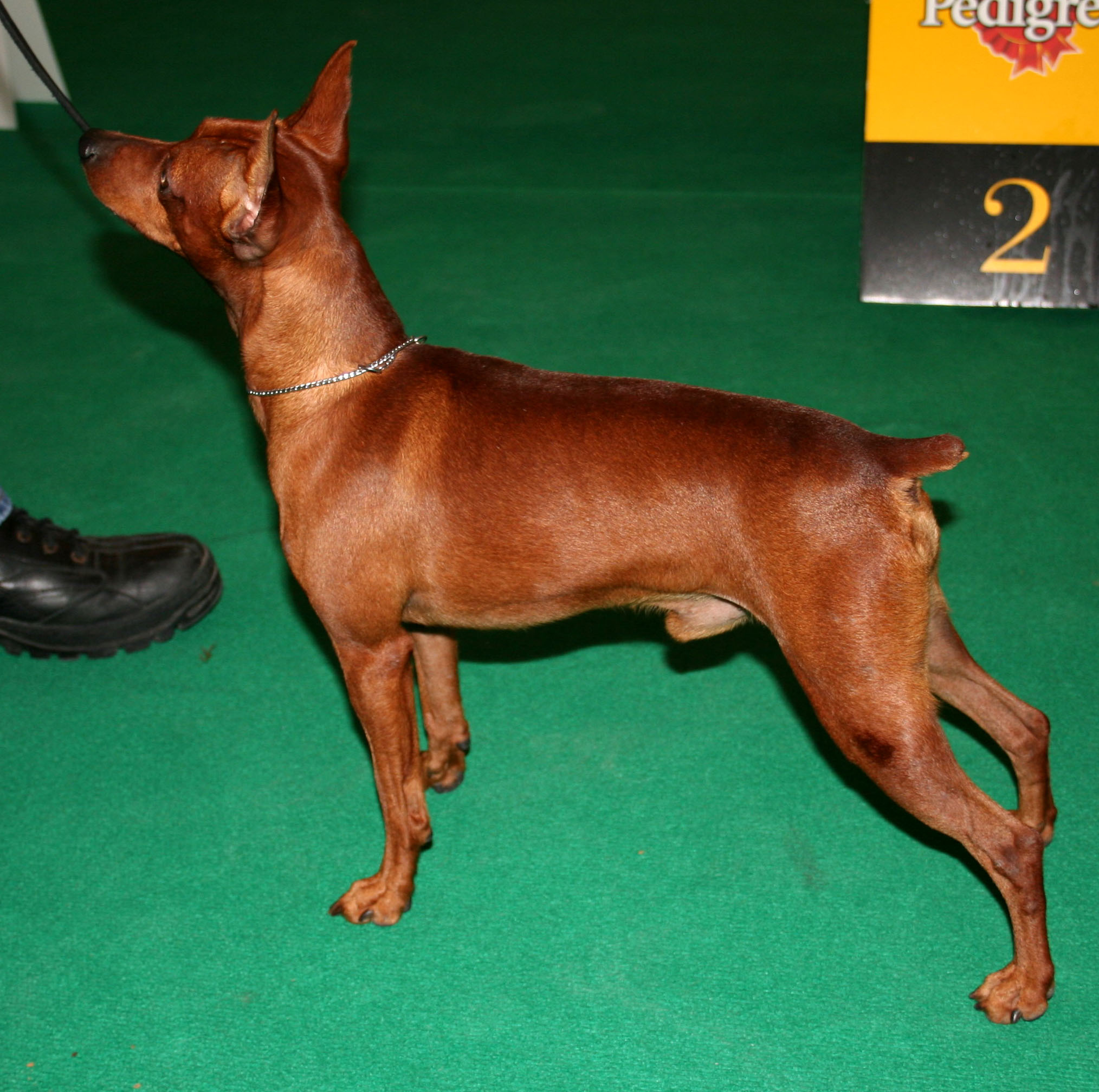
Orelhas e cauda cortadas
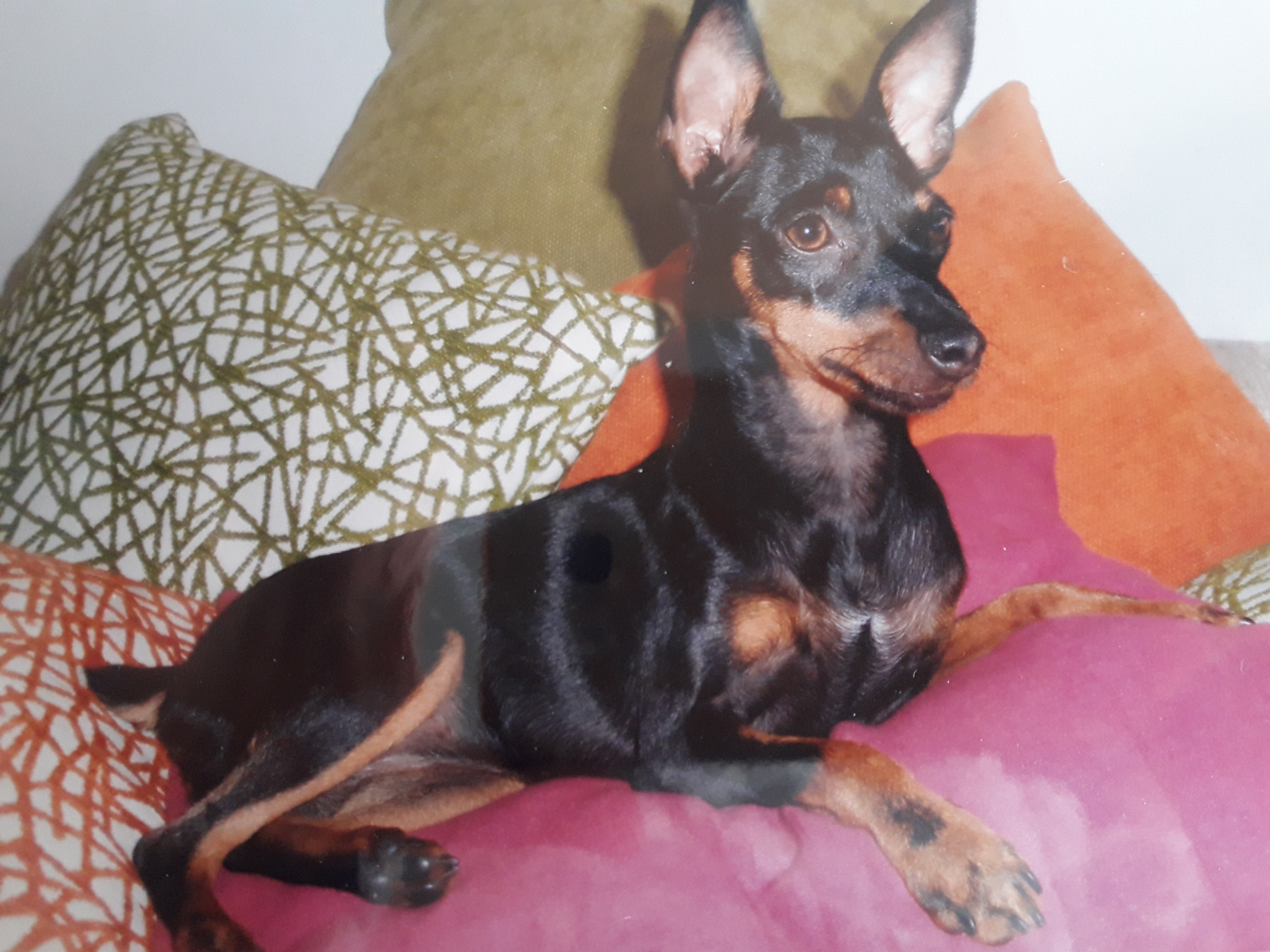
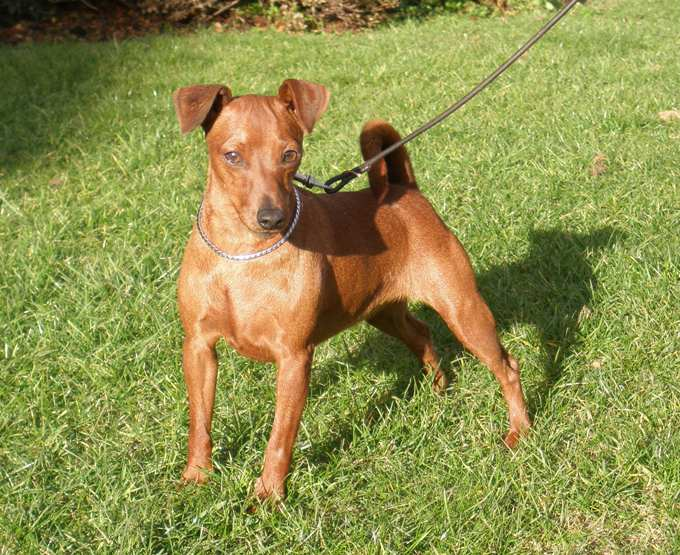
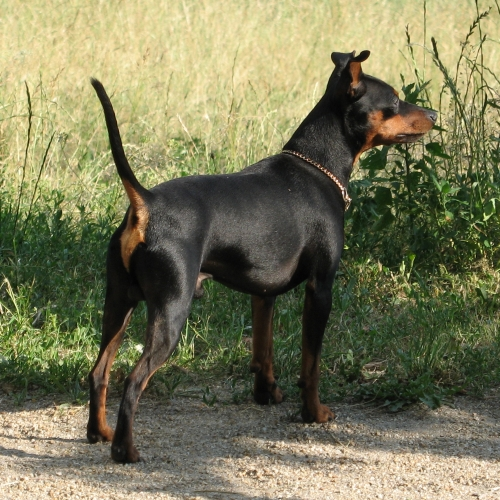
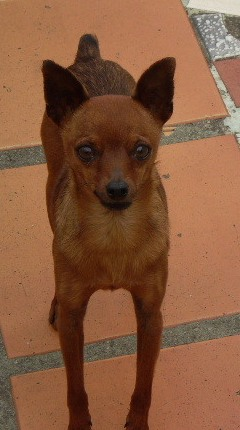
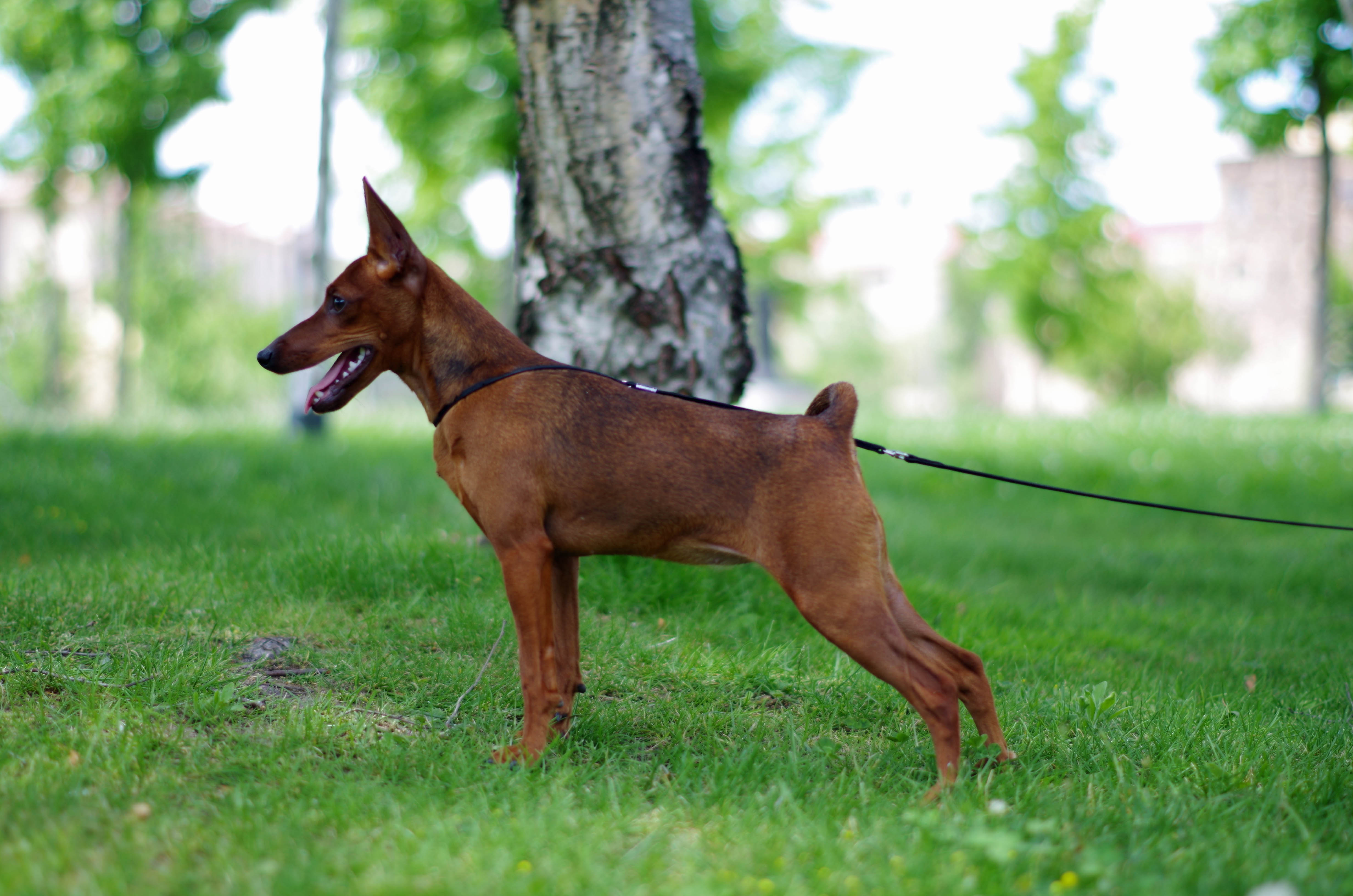